# Spooksville
Spooksville este o serie de romane horror pentru copii scrisă de Christopher Pike, publicate în Marea Britanie și SUA.

## Cărți
- The Secret Path
- The Howling Ghost
- The Haunted Cave
- Aliens in the Sky
- The Cold People
- The Witch's Revenge
- The Dark Corner
- The Little People
- The Wishing Stone
- The Wicked Cat
- The Deadly Past
- The Hidden Beast
- Alien Invasion
- The Evil House
- Invasion of the No Ones
- Time Terror
- The Thing in the Closet
- Attack of the Giant Crabs
- Night of the Vampire
- The Dangerous Quest
- Return of the Dead
- The Creepy Creature
- Phone Fear
- The Witch's Gift